# Deer Grove
Deer Grove – wieś w Stanach Zjednoczonych, w stanie Illinois, w hrabstwie Whiteside.